# Навария
Нава́рия — село в Пустомытовской городской общине Львовского района Львовской области Украины. Расположено на международной автотрассе М-10 на расстоянии 10 км южнее Львова в направлении на город Пустомыты.

## История

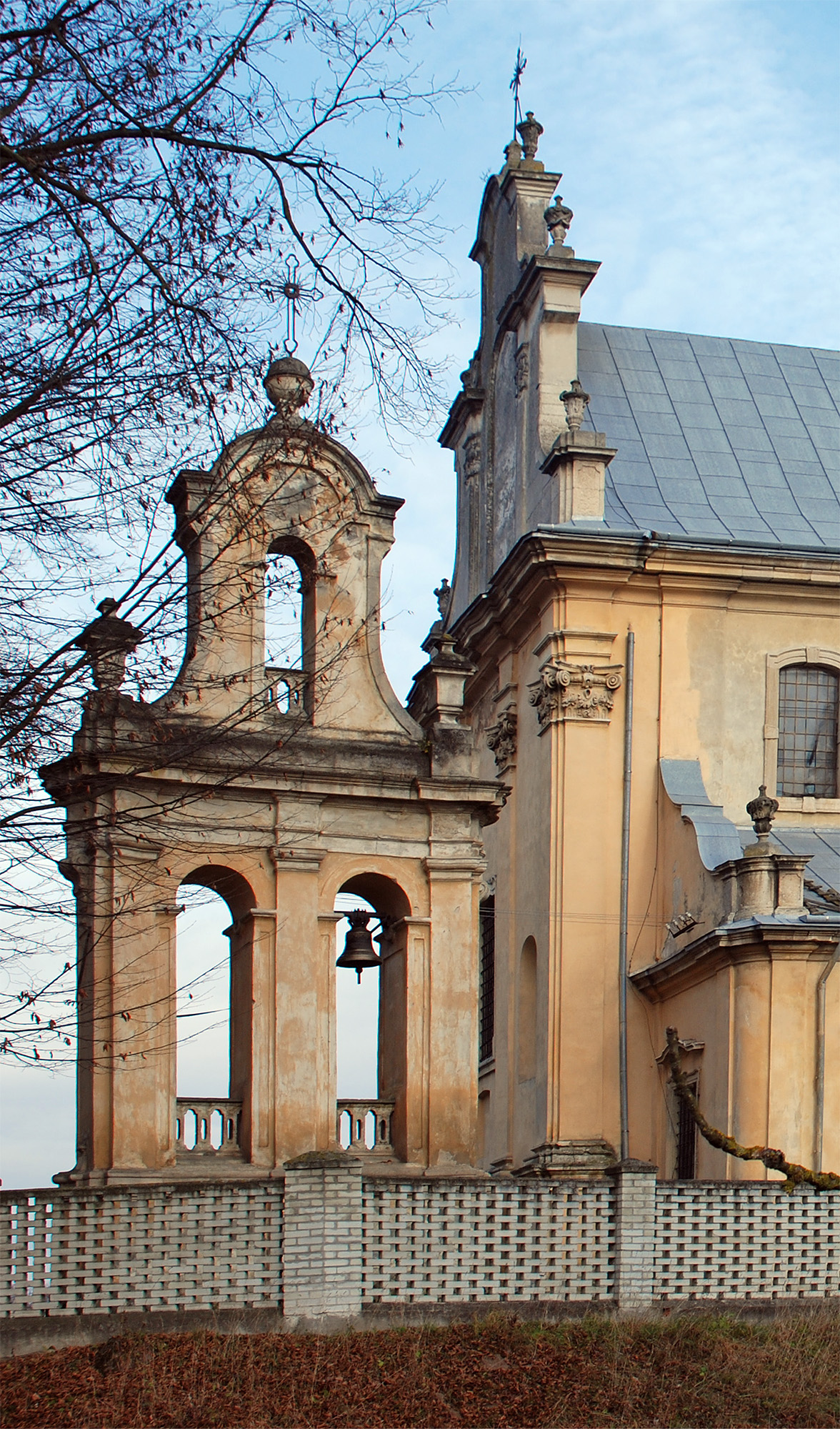
Вознесенская церковь

На протяжении XVI—XVIII веков Навария была маленьким городком Львовской земли Русского воеводства. В 1578 король Стефан Баторий предоставил Наварии магдебургское право и привилегии с разрешением на проведение торгов. Магдебургское право оказало большое влияние на развитие городка. Так, вскоре в Наварии появился ткацкий цех. В конце XVI века, по-видимому, возник и первый герб Наварии, который представлял собой аллегорию укрепленного города — замковой стены с воротами и тремя башнями.
После второго раздела Речи Посполитой австрийское правительство определило Наварию местечком Львовского округа. В конце XVIII века было утверждён и герб города. Описание этого герба, который применялся на местных волостных печатях: «На голубом фоне открытые серебряные ворота с тремя остроконечными башнями».

## Достопримечательности
- В селе находится один из немногих сохранившихся шедевров выдающегося архитектора эпохи позднего барокко Бернарда Меретина — римокатолический костёл Вознесения Господнего (1626) с колокольней (1776). Реконструкция под руководством Меретина велась в 1726—1739 годах (предположительно, это первая работа архитектора). В интерьере костёла живопись, принадлежащая кисти А. Тавелио (1770). Оба сооружения составляют единый ансамбль в стиле барокко, относящийся к львовской архитектурной школе.
- Храм Сошествия Святого Духа — каменная церковь, построенная в 1872 году на месте деревянной церкви Пресвятой Троицы (дата основания — 10 сентября 1754 г.). В 1873 году храм был отреставрирован. Визитной карточкой храма является иконостас 1730 года. В наше время принадлежит Сокольницкому Протопресвитерату Львовской Архиепархии Украинской грекокатолической церкви. Администратор прихода Рождества Пресвятой Богородицы, с. Навария, Пустомытовский р-н, Львовская обл., 81105.
- Плебания (XIX в.)
- школа.

Рядом с селом расположена рекреационная зона Львова — водохранилище Навария. Почтовый индекс — 81105.